# Wikipedia białoruskojęzyczna
Wikipedia białoruskojęzyczna (biał. Беларуская Вікіпeдыя) – edycja Wikipedii w języku białoruskim.

## Początki Wikipedii białoruskojęzycznej

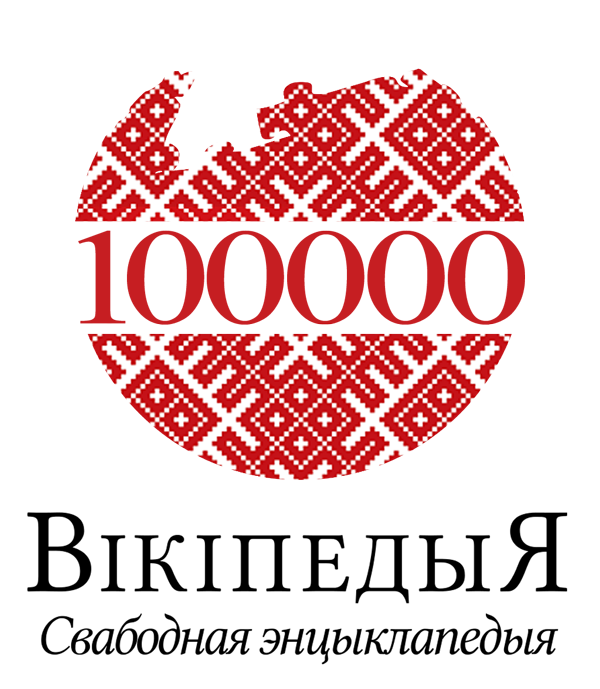
Logo białoruskojęzycznej Wikipedii z okazji przekroczenia progu 100 000 artykułów

Logo białoruskojęzycznej Wikipedii z okazji przekroczenia progu 200 000 artykułów

Wikipedia białoruskojęzyczna zaczęła być edytowana 12 sierpnia 2004 roku, gdy powstał w niej pierwszy artykuł. Artykuł numer 5000 napisano 29 września 2006 roku. 22 marca 2007 roku Wikipedia ta zawierała 6821 artykułów. Zarejestrowanych w niej było wtedy 743 użytkowników, w tym 5 administratorów. Wikipedia ta była pisana z użyciem ortografii i składni zgodnej z zasadami pisowni klasycznej (tzw. taraszkiewicy), ale – przynajmniej deklaratywnie – dopuszczała pisownię normatywną. W praktyce społeczność białoruskojęzycznych wikipedystów stale rozdzierana była konfliktami co do wariantu ortograficznego języka białoruskiego, który powinien przeważać w artykułach białoruskiej Wikipedii.

## Historia podziału jednolitej wersji białoruskiej na dwa odrębne projekty językowe
W pierwszej, jeszcze niepodzielonej, białoruskiej Wikipedii powstała grupa trzech aktywnych edytorów, którzy postulowali przejście na oficjalną ortografię i składnię, przyjętą przez Radę Komisarzy Ludowych Białoruskiej SRR w 1933 r., która to ortografia jest obecnie nauczana w szkołach w Republice Białorusi oraz zdecydowanie przeważa we współczesnych białoruskojęzycznych środkach przekazu. Brak zgody większości edytorów Wikipedii w języku białoruskim spowodował, że grupa ta zgłosiła 4 września 2006 r. projekt powstania równoległej Wikipedii pisanej z wykorzystaniem oficjalnych zasad ortograficznych. Inicjatywa nie została jednak zaakceptowana przez międzynarodową społeczność skupioną wokół projektów Wikimedia.
Mimo to Wikimedia Foundation zezwoliła na uruchomienie projektu wykorzystującego ortografię normatywną w tzw. inkubatorze. W tym czasie uległa zmianom zasada uruchamiania nowych wersji językowych Wikimedia. Decyzję o ich uruchamianiu przekazano z ogółu społeczności do specjalnie utworzonego podkomitetu języków. 26 marca 2007 r. Rada Powiernicza Wikimedia Foundation, po rekomendacji tej podkomisji, podjęła decyzję o zamianie dawnej białoruskiej Wikipedii na projekt z inkubatora, co też dokonało się późnym wieczorem tego dnia. Projekt z „inkubatora” zawierał w momencie przeniesienia 3565 artykułów, 3 administratorów i około 20 okazjonalnych użytkowników. Ani Rada Powiernicza Wikimedia Foundation, ani podkomitet języków nie wyjaśnili powodów dokonania tej zamiany projektów.
Pierwotne dane z białoruskiej Wikipedii zostały przeniesione pod adres „be-x-old.wikipedia.org”. Początkowo projekt ten był zablokowany przed edycją. Po protestach wersja ta została odblokowana i rozwija się nadal, ponadto nieujęty w normie ISO prefiks be-x-old po pewnym czasie mógł być używany jako odnośnik interwiki. W ten sposób dokonał się podział białoruskiej Wikipedii na niezależne dwie wersje.

## Wikipedia białoruskojęzyczna po podziale z 2007 roku
29 kwietnia 2007 roku Wikipedia normatywna liczyła około 3600 artykułów. Zarejestrowanych w niej było mniej niż 150 użytkowników, z których 5 posiadało prawa administratora. Żaden z administratorów nie posiadał uprawnień biurokraty. 15 marca 2008 roku napisano artykuł numer 10 000, w tym czasie Wikipedia normatywna liczyła ponad 400 użytkowników.
27 sierpnia 2008 roku Wikipedia białoruskojęzyczna liczyła 13 076 artykułów i znajdowała się na 71. miejscu w rankingu językowym.
7 grudnia 2013 Wikipedia białoruskojęzyczna zawierała 66 402 artykuły, co plasowało ją na 57. miejscu w rankingu językowym. Liczba zarejestrowanych użytkowników wynosiła 38 977, aktywnych w ciągu ostatnich 30 dni było jednak tylko 199 osób. Prawa administratora posiadało 9 użytkowników, spośród których jeden dysponował również uprawnieniami biurokraty. Jeden ze wskaźników statystycznych Wikipedii – wskaźnik głębokości (ang. depth ratio) dla białoruskojęzycznej Wikipedii wyniósł w opisywanym czasie 23 (dla porównania w tym samym czasie wskaźnik polskiej wikipedii wynosił 18, angielskiej zaś – aż 816).
Dane z 2013 wskazywały, iż większość zmian w białoruskiej wersji językowej wykonywana jest z terytorium Białorusi (93,7%). Pewna liczba zmian dokonywana jest również z terytorium Rosji (1,2%), Polski (0,9%) oraz Ukrainy (0,7%). Edycje dokonane w białoruskiej Wikipedii stanowią 0,1% zmian w Wikipedii.
28 sierpnia 2015 roku białoruskojęzyczna Wikipedia osiągnęła liczbę 100 tysięcy artykułów, 31 grudnia 2020 – 200 tysięcy.
Równocześnie artykuły w języku białoruskim są relatywnie rzadko czytane przez użytkowników z samej Białorusi, co stanowi ewenement wśród wszystkich edycji językowych. Dane z 2013 roku wskazywały, iż dokonane na terytorium Białorusi odsłony stron obu białoruskojęzycznych wersji Wikipedii stanowiły tylko nieco ponad 1% odsłon wszystkich edycji językowych ogółem. Najpopularniejszą edycją językową na Białorusi okazała się wersja rosyjska (85,6% odsłon), a po niej – angielska (7,6% odsłon).